# Norman Fucking Rockwell!
Norman Fucking Rockwell! è il sesto album in studio di Lana Del Rey, pubblicato il 30 agosto 2019 dalle etichette Polydor e Interscope Records.
Norman Fucking Rockwell! ha ricevuto il plauso universale della critica, che più volte si è spinta a definirlo come il miglior progetto realizzato in carriera da Del Rey. L'album e la traccia omonima estratta come singolo ufficiale nel novembre 2019 sono stati candidati ai Grammy Awards 2020 rispettivamente nelle categorie di album dell'anno e canzone dell'anno. È stato anche menzionato nelle liste stilate da diverse riviste musicali relativamente ai migliori album dell'anno e anche del decennio; per Slant Magazine si tratta del terzo miglior album degli anni duemiladieci.

## Antefatti e produzione

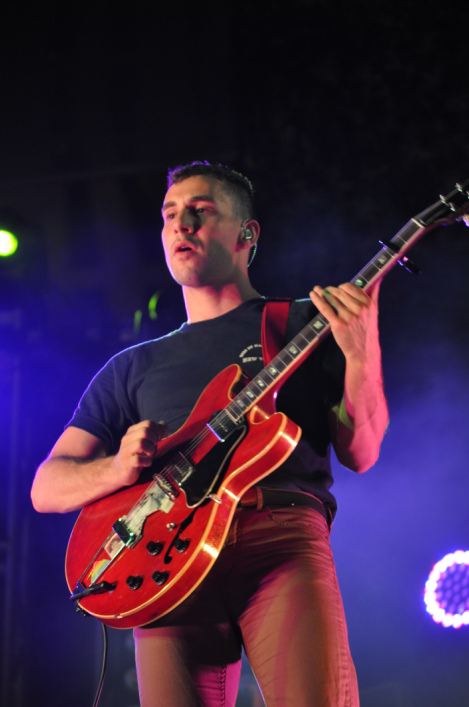
Jack Antonoff, produttore dell'intero album

La produzione del disco è stata interamente affidata nelle mani di Jack Antonoff, segnando in tal modo la prima collaborazione tra il musicista e Del Rey. I due hanno cominciato a lavorare al progetto nel gennaio del 2018 e nel marzo successivo è stato spiegato che l'album sarebbe stato quasi pronto per la festa dei lavoratori, tradizionalmente celebrata il 31 agosto. Quando le è stato chiesto come fosse riuscita a comporre il disco insieme ad Antonoff, la cantante ha dichiarato:
Per via delle storiche produzioni orientate al pop di Antonoff, Del Rey temeva che il musicista le avrebbe proposto di produrre un album altrettanto orientato al pop, ma è stata colpita di sorpresa dal fatto che la sua musica fosse così classica e che le ricordasse Sgt. Pepper's Lonely Hearts Club Band dei Beatles: infatti la cantante, durante i primi mesi di lavoro con il polistrumentista, era solita chiedergli se le fosse concesso avere tra le proprie mani materiale di tale magnificenza artistica, come nel momento in cui è stata scritta la loro prima canzone Love Song.
Lana Del Rey ha menzionato per la prima volta il successore di Lust for Life ai Grammy Awards 2018, nel momento in cui ha dichiarato di avere alcune tracce pronte, tra le quali Bartender, aggiungendo tuttavia che esse non facevano ancora parte di un album. Nel marzo 2018, ha condiviso un'anteprima di Happiness is a Butterfly. Prima della pubblicazione del primo singolo Mariners Apartment Complex, la Del Rey rivelò durante un'intervista radiofonica di essere in possesso di una collezione di canzoni che aveva messo in sequenza e che amava molto. Il 18 settembre 2018, durante un'intervista con Zane Lowe trasmessa su Beats 1 Radio, viene annunciato dalla cantante il titolo del disco e che esso sarebbe stato composto da undici canzoni; queste stesse informazioni vennero poi confermate anche dalla rivista The Fader.
Durante un concerto a giugno 2019 in Irlanda, la cantante ha affermato che l'album sarebbe stato pubblicato nel mese di agosto. Il successivo 31 luglio, vengono diffuse la copertina, la lista tracce e la data di pubblicazione ufficiali.

## Stile musicale e tematiche
Norman Fucking Rockwell è stato inquadrato nei generi rock psichedelico, soft rock, pop e sadcore, e include elementi trip hop, desert rock e folk, melodie folk rock, ballate al pianoforte e influenze classic rock anni '70.
Il titolo dell'album prende ispirazione dal famoso pittore e illustratore statunitense Norman Rockwell, la cui arte aveva come tema principale la vita borghese degli americani. Rob Sheffield di Rolling Stone osserva numerosi riferimenti agli anni '70 sia nella scelta dei titoli delle canzoni (Cinnamon Girl e California condividono il titolo con celebri canzoni di Neil Young e Joni Mitchell), sia nella tematica della morte del sogno americano, incarnata dalla città di Los Angeles e dai continui riferimenti alla California che si riscontrano nel disco. La stessa traccia conclusiva, la ballata al pianoforte Hope Is a Dangerous Thing for a Woman like Me to Have - but I Have It, è stata interpretata come «una sorta di epitaffio di tutto il paese, i suoi sogni e i suoi sognatori».
No Ripcord descrive Norman Fucking Rockwell! come «un disco pop straordinariamente limpido che mantiene il suo fascino per l'iconografia della cultura popolare e la rosea semplicità di un'America del dopoguerra dove il classic rock e i blue jeans dominavano, portandole in luoghi molto più profondi».

## Promozione
A settembre 2018, vengono pubblicati i singoli Mariners Apartment Complex e Venice Bitch, a distanza di una settimana l'uno dall'altro. Venice Bitch è stata eseguita dal vivo, insieme all'allora inedita traccia How to Disappear, il 29 ottobre dello stesso anno presso la Brooklyn Academy of Music nell'ambito di un evento organizzato da Apple. Il 9 gennaio 2019 è il turno del terzo singolo Hope Is a Dangerous Thing for a Woman like Me to Have - but I Have It, seguito da Doin' Time nel mese di maggio. Per quanto riguarda Doin' Time, si tratta di una cover dell'omonimo brano del gruppo statunitense dei Sublime ed ha accompagnato la presentazione del documentario sul gruppo all'annuale Tribeca Film Festival.
Il 1º agosto 2019, viene presentato il trailer ufficiale dell'album, contenente al suo interno tutti i brani precedentemente citati e anche l'omonimo Norman Fucking Rockwell; il 22 agosto successivo, a una settimana di distanza dalla pubblicazione del singolo, la cantante pubblica il doppio singolo promozionale Fuck It, I Love You/The Greatest, accompagnato dal relativo videoclip musicale comprendente entrambe le tracce. The Greatest viene successivamente estratto come quinto singolo ufficiale, mentre Norman Fucking Rockwell viene inviato alle radio britanniche come sesto e ultimo singolo.
Per promuovere l'album, la cantante è stata impegnata con il The Norman Fucking Rockwell Tour, iniziato in Nord America nell'autunno 2019. Il tour sarebbe dovuto proseguire nel 2020 con la partecipazione della cantante a vari festival in Europa e Sud America, ma a causa della pandemia di COVID-19 del 2019-2021 è stato annullato. Il 20 dicembre 2019, a circa un mese di distanza dall'ultimo concerto del tour, è stato presentato su YouTube un cortometraggio omonimo, diretto da Chuck Grant, che contiene al suo interno Norman Fucking Rockwell, Bartender e Happiness Is a Butterfly.

### Copertina
La copertina ufficiale di Norman Fucking Rockwell! raffigura Lana Del Rey e Duke Nicholson, nipote dell'attore Jack Nicholson, su una barca a vela, con il titolo dell'album e le iniziali della Del Rey scritte in uno stile ispirato ai fumetti. La foto è stata scattata dalla sorella della cantante, la fotografa Chuck Grant. È stata notata la sua diversità rispetto a quelle degli album precedenti, a causa di diversi fattori. Spezza infatti la tradizione delle sue copertine che la raffigurano vestita di bianco e con una macchina sullo sfondo. Lo scenario e il modo in cui la Del Rey raggiunge l'osservatore ricordano il ritornello di Mariners Apartment Complex, il primo singolo estratto dall'album:
(Lana Del Rey in Mariners Apartment Complex)
Sullo sfondo della copertina, le coste sono in fiamme. Quest'elemento potrebbe costituire un riferimento agli incendi che hanno colpito la California nel 2018, di cui la cantante aveva discusso molto attraverso i propri profili social. Non è chiaro quando sia stata scattata la copertina, ma, basandosi su alcune foto, è probabile sia stata realizzata nella stessa giornata del Pre-Grammy Gala, il 9 febbraio 2019.
Per l'edizione in vinile del disco messa in commercio esclusivamente da Urban Outfitters, è stata utilizzata una copertina alternativa che ritrae la cantante insieme ad altre ragazze tutte vestite di nero. Anche questo scatto è opera di Chuck Grant, che lo ha realizzato tramite un iPhone.

## Accoglienza
| Recensione      | Giudizio |
| --------------- | -------- |
| AllMusic        |          |
| The Guardian    |          |
| The Independent |          |
| NME             |          |
| No Ripcord      | 9/10     |
| NOW Magazine    |          |
| Pitchfork       | 9,4/10   |
| Rolling Stone   |          |
| Slant Magazine  |          |

Norman Fucking Rockwell! è stato accolto in modo estremamente positivo dalla critica specializzata. Sull'aggregatore di recensioni Metacritic, l'album ha totalizzato un punteggio di 87 su 100 calcolato tramite 28 giudizi professionali, risultato che equivale all'«acclamazione universale». Si tratta del progetto della cantante con il più alto punteggio ottenuto sul sito.
Jen Pelly di Pitchfork dà all'album un punteggio di 9,4/10, dichiarando che Norman Fucking Rockwell consacra Lana Del Rey come una delle più grandi cantautrici americane. Nella sua recensione per Rolling Stone, Rob Sheffield ha dato all'album quattro stelle e mezzo su cinque e ha scritto che «l'atteso Norman Fucking Rockwell è ancora più imponente e maestoso di quanto tutti sperassero che fosse. Lana trasforma il suo quinto e album più fine in un tour di sordidi sogni americani, approfondendo le fantasie più contorte del glamour e il pericolo della nostra nazione». In una perfetta recensione a cinque stelle per il NME, Rhian Daly ha definito l'album «a dir poco sbalorditivo». Anche Kristel Jax di NOW ha dato all'album una recensione a cinque stelle. In una recensione positiva per Slant Magazine, Sal Cinquemani ha descritto l'album come «una raccolta inebriante psico-rock». Alexandra Pollard del The Independent ha chiamato l’album «sensuale e soporifero». Stereogum ha scritto che l'album è «come guardare indietro al mondo che abbiamo appena distrutto», e chiamandolo «musica yoga per l'apocalisse».
In una recensione più mista, Alexis Petridis del The Guardian ha criticato la poca creatività della cantante. Nonostante ciò, la pubblicazione ha in seguito definito l'album il migliore del 2019, così come The Irish Times, Pitchfork e Stereogum. Metacritic, invece, lo ritiene l'album prediletto dalla critica nella sua annuale lista riguardante i dieci album più acclamati.

## Tracce
Testi e musiche di Elizabeth Grant e Jack Antonoff, eccetto dove indicato.
1. Norman Fucking Rockwell – 4:08
2. Mariners Apartment Complex – 4:07
3. Venice Bitch – 9:37
4. Fuck It, I Love You – 3:38 (Elizabeth Grant, Jack Antonoff, Andrew Watt, Louis Bell)
5. Doin' Time – 3:22 (Adam Keefe Horovitz, Adam Nathaniel Yaunch, Bradley James Nowell, Dorothy Heyward, DuBose Heyward, Maggie Plum, George Gershwin, Ira Gershwin, Marshall Raymond Goodman, Rick Rubin)
6. Love Song – 3:49
7. Cinnamon Girl – 5:00
8. How to Disappear – 3:48
9. California – 5:05 (Elizabeth Grant, Zachary Edwin Dawes)
10. The Next Best American Record – 5:49 (Elizabeth Grant, Rick Nowels)
11. The Greatest – 5:00
12. Bartender – 4:23 (Elizabeth Grant, Rick Nowels)
13. Happiness Is a Butterfly – 4:32 (Elizabeth Grant, Rick Nowels, Jack Antonoff)
14. Hope Is a Dangerous Thing for a Woman like Me to Have - but I Have It – 5:24

## Successo commerciale
L'album ha debuttato alla terza posizione della Billboard 200 con 104 000 unità di vendita di cui 66 000 copie pure, diventando il sesto album della cantante a raggiungere la top 10 statunitense. Nella seconda settimana è sceso alla nona posizione vendendo altre 35 000 unità, segnando un calo di vendite del 66%.
Nel Regno Unito ha esordito direttamente alla prima posizione della Official Albums Chart, diventando il quarto album numero uno della cantante nel paese con 31 539 unità vendute. Di queste, 4 965 sono state distribuite in formato vinile e 2 890 in musicassetta. Il disco è stato successivamente premiato con il disco d'oro per aver superato la soglia delle 100 000 unità vendute. In Francia ha venduto 8 000 copie nella sua prima settimana di disponibilità ed è arrivato a quota 31 000 copie secondo una stima elaborata nel febbraio 2020.

## Classifiche

### Classifiche settimanali
| Classifica (2019) | Posizione massima |
| ----------------- | ----------------- |
| Argentina         | 1                 |
| Australia         | 4                 |
| Austria           | 7                 |
| Belgio (Fiandre)  | 2                 |
| Belgio (Vallonia) | 3                 |
| Canada            | 3                 |
| Corea del Sud     | 83                |
| Croazia           | 3                 |
| Danimarca         | 3                 |
| Estonia           | 1                 |
| Finlandia         | 6                 |
| Francia           | 4                 |
| Germania          | 5                 |
| Grecia            | 3                 |
| Irlanda           | 2                 |
| Islanda           | 16                |
| Italia            | 5                 |
| Lituania          | 1                 |
| Messico           | 3                 |
| Norvegia          | 2                 |
| Nuova Zelanda     | 5                 |
| Paesi Bassi       | 4                 |
| Polonia           | 4                 |
| Portogallo        | 1                 |
| Regno Unito       | 1                 |
| Repubblica Ceca   | 4                 |
| Slovacchia        | 3                 |
| Spagna            | 2                 |
| Stati Uniti       | 3                 |
| Svezia            | 2                 |
| Svizzera          | 1                 |
| Ungheria          | 15                |

### Classifiche di fine anno
| Classifica (2019) | Posizione |
| ----------------- | --------- |
| Belgio (Fiandre)  | 48        |
| Belgio (Vallonia) | 112       |
| Francia           | 126       |
| Lettonia          | 91        |
| Messico           | 37        |
| Paesi Bassi       | 57        |
| Portogallo        | 49        |
| Regno Unito       | 70        |
| Stati Uniti       | 182       |
| Svizzera          | 64        |
| Classifica (2020) | Posizione |
| Belgio (Fiandre)  | 54        |
| Belgio (Vallonia) | 168       |
| Croazia           | 30        |
| Portogallo        | 95        |
| Classifica (2021) | Posizione |
| Belgio (Fiandre)  | 112       |
| Classifica (2022) | Posizione |
| Belgio (Fiandre)  | 101       |
| Lituania          | 77        |
| Classifica (2024) | Posizione |
| Portogallo        | 120       |